# Emrys Hughes
Emrys Hughes (* 10. Juli 1894 in Tonypandy; † 18. Oktober 1969) war ein walisischer Politiker der Labour-Partei, der heutzutage in erster Linie als Schwiegersohn und Biograph von Keir Hardie bekannt ist.

## Leben
Hughes wurde in Tonypandy in Wales als Sohn des Geistlichen J.R. Hughes geboren. Er besuchte erst die Abercynon Council School, dann die Mountain Ash Secondary School und schließlich das City of Leeds Training College und wurde selbst Lehrer von Beruf. Während des Ersten Weltkrieges wurde er als Kriegsdienstverweigerer inhaftiert. 1924 heiratete er Nan Hardie, die Tochter von Keir Hardie. Hughes wurde Redakteur der sozialistischen Zeitschrift Forward.
Im Februar 1946 wurde Hughes Abgeordneter des britischen Parlamentes für den schottischen Wahlkreis South Ayrshire. Bei den Wahlen von 1950, 1951, 1955, 1959, 1964 und 1966 wurde er wiedergewählt.
Hughes verfasste mehrere Werke über politische Persönlichkeiten, darunter Winston Churchill, Keir Hardie, Harold Macmillan und Sydney Silverman.

## Schriften (Auswahl)
- Winston Churchill. British Bulldog: His Career in War and Peace, Exposition Books, 1955 (erste Auflage 1950).
  - Auf Deutsch unter dem Titel: Churchill. Ein Mann in seinem Widerspruch. Übersetzt von Rudolf Andersch, Arndt. 2. Auflage.  Kiel 1986, ISBN 3-88741-125-0.
- Keir Hardie. Allen & Unwin, 1956.
- Emrys Hughes, M.P. on Polaris and the Arms race. Housmans, 1961.
- MacMillan. Portrait of a Politician. Allen & Unwin, 1962, ISBN 978-0-04-923013-2.
- Sydney Silverman. Rebel in Parliament. C Skilton, 1969.
- Porthmadog Ships. (Zusammen mit Aled Eames). 1975.

| Personendaten    | Personendaten                                        |
| ---------------- | ---------------------------------------------------- |
| NAME             | Hughes, Emrys                                        |
| KURZBESCHREIBUNG | walisischer Politiker, Mitglied des House of Commons |
| GEBURTSDATUM     | 10. Juli 1894                                        |
| GEBURTSORT       | Tonypandy                                            |
| STERBEDATUM      | 18. Oktober 1969                                     |